# Бони НЕМ
«Бони' НЕМ», или Boney' NEM — российская пародийная рок-группа, возглавляемая Кириллом Немоляевым. Название группы — пародия на название диско-группы Boney M., ко второму слову которой добавлено «НЕ», в результате чего получились также первые три буквы фамилии Немоляева. Группа исполняет шуточные металлические кавер-версии известных поп-хитов (Boney M., ABBA, Аль Бано и Ромина Пауэр, Рики Мартин, Доктор Албан, Джо Дассен, Тату, и тому подобные), спетые скримом, гроулингом. Немоляев также выпустил сольный альбом юмористических кавер-версий хард-роковых и металлических хитов, исполненных в манере шансона под аккомпанемент акустической гитары.

## История
Кирилл Немоляев, телеведущий Ленинградского телевидения (программа о металлической музыке «Нержавеечка»), объединился с музыкантами группы «Trizna» в 1993 году для исполнения пародий на песни как металлических коллективов, так и поп-групп, смешивая абсурдные тексты из поп-клише с экстремально тяжёлой музыкой. Первоначальным названием группы было «Ковёр» (от «кавер-версия»), затем «Карданный Вал». Сам Немоляев первоначально выступал под псевдонимом Свищ.
Приняв участие в передаче Ивана Демидова «МузОбоз» на 1-м канале Останкино, группа приобрела первоначальную известность. Клип на песню «Афиша» транслировался по телеканалам 2x2 и BIZ-TV. Группа выступила на разогреве московского концерта Cannibal Corpse.
В 1994 году Немоляев формально распустил «Карданный Вал», но после некоторых изменений состава группа вскоре возродилась под названием «Бони НЕМ». Тогда же вышел дебютный альбом «Мелодии и ритмы зарубежной эстрады» (1995), по одноимённой советской телепередаче), состоявший из брутальных пародий на известные диско-хиты. Альбом был выпущен лейблом PolyGram, принадлежащим руководителю BIZ-TV Борису Зосимову. Продюсер поначалу не верил в успех проекта, однако продажи оказались удовлетворительными.
Вскоре после выхода альбома Немоляев полностью обновил состав, набрав молодых музыкантов. С ними был записан «Мелодии и ритмы зарубежной эстрады-2», продюсером которого выступил основатель «Арии» Владимир Холстинин. Альбом был менее успешен, а музыканты уже устали от пародий, поэтому в 1997 группа фактически распалась повторно.
Очередная попытка возродить проект была предпринята сразу же. Новыми участниками стали уже давно сотрудничавшие с Немоляевым гитарист Александр Бодров (экс-«Саши», позже «Плющ», ныне «Жуки») и бас-гитарист-виртуоз Александр Крылов (экс-«Кронер», «Саши», позже «Плющ», «Крик» («Крылов и компания»)). Место за барабанной установкой занял молодой барабанщик из города Ульяновска Андрей Кротов. Были отрепетированы «Billie Jean» Майкла Джексона, «Ma Baker» Boney M. и «Beautiful Life» Ace of Base. Борис Зосимов финансировал репетиции ансамбля, но когда он настойчиво пожелал услышать обработку песни «Зайка моя» проект был закрыт.
Немоляев присоединился к петербургской рок-группе «Кома» и играл в ней до 2002 года. В это время Бони НЕМ выпускает только сборники «лучших хитов» со старых альбомов.
В 2002 деятельность Бони НЕМ возобновилась, начались концерты. В новый состав проекта вошли несколько участников альтернативной группы «Слот». Выпускаются альбомы «День Победы», «Исподнее», «Крайняя плоть».
Директором группы является Эмма Симонян — жена рок-поэта Аркадия Семёнова.

## Состав
- Кирилл Немоляев (вокал)
- Александр Гудвин (ритм-гитара, бэк-вокал)
- Анатолий Натаровский (ударные)
- Николай Голубев (соло-гитара, бэк-вокал)
- Аркадий Лебедев (бас-гитара)
- Татьяна Яценко (бэк-вокал)
- Ольга Дзусова (вокал)

## Дискография
- Мелодии и ритмы Зарубежной эстрады (1995)
- Мелодии и ритмы Зарубежной эстрады. Выпуск 2 (1997)
- Ни «БЭ» ни «МЭ» или В мире животных (2000)
- The Very Best of Greatest Hits (2001)
- В Вологде-где (2001)
- День победы (2003)
- Romantic Collection (2003)
- Крайняя плоть (2005)
- Исподнее (2005)
- Нас не догонят (2006)
- Тяжёлые песни о главном (2007)
- Избитые Раритеты (2007)
- Тяжёлые песни о главном-2 (2008)
- Порадуемся (2018)
- Чебоксары (2019)